# 狗吃了我的作業
“狗吃了我的作業”（英語："The dog ate my homework"）是一種英語表達方式，一般意指學童未能按時上交作業的一種常見的、拙劣的藉口，該短語在1970年代開始被廣泛引用，用來諷刺那些拙劣、難以相信的解釋。